# Сургут
Сургут (на руски: Сургут; на хантийски: Сәрханӆ) е град в Русия, разположен в Уралски федерален окръг, административен център на Сургутски район (градски окръг), Ханти-Мансийски автономен окръг - Югра, Тюменска област. Населението на града е 348 643 души през 2016 година.

## История
Селището е основано през 1594 г. В края на XVI век Сургут все още е малка крепост с няколко кули. През XVII-XVIII век обаче селището започва да се развива бурно и се превръща в един от центровете – отправни точки за завладяване на Сибир. Крепостта, изградена от здрав дървен материал, се намира на нос по поречието на Об, така че до нея е невъзможно да се достигне незабелязано, било то по реката или по сушата. В централната част на селището се намира място за поклонение. От всички страни крепостта е обградена от ров, който прикрива сложна система от отбранителни съоръжения. Извън населеното място са построени занаятчийски работилници, най-вече ковачници. Според данни от 1625 г. в Сургут са живели 222 души, главно военнослужещи. През следващите години обаче поради високата смъртност населението на Сургут намалява и през втората половина на XVII век се колебае около 200 души.
През 1782 г. Сургут се превръща в областен град в рамките на Туболската губерния. През 1785 г. е одобрен герб на града. В края на XVIII век, с развитието на новите градове от Южен Сибир, Сургут губи своето административно значение, като едва през 1898 г. възвръща статута си на областен център в Тоболска губерния. Както при останалото население на Сибир, на жителите на Сургут също се оказва държавна подкрепа във вид на допълнителни парични средства, хляб, сол, оръжие и боеприпаси. В края на XIX век (според преброяване от 1897 г.), населението на града е 1100 души.
В миналото основният поминък на жителите на Сургут е риболовът, както и събирането на диви плодове, търговията, скотовъдството и добивът на дърва за огрев. През 1835 г. е основана казашка военна школа, през 1877 г. – мъжко държавно училище и женско енорийско училище, през следващата година са открити метеорологична станция, библиотека и народно читалище, а през 1913 г. започва да функционира първият телеграф. На 3 ноември 1923 г. градът става районен център в рамките на Тоболска област, Уралски регион. През 1926 г., заради сравнително малобройното си население (1300 души), Сургут придобива статут на голямо село с регионално значение. През 1928 г. традиционно силно развитият риболов допринася за откриване на първото промишлено предприятие в селището – консервна фабрика за риба. През 30-те години на XX век се провеждат успешни опити за добив на полезни изкопаеми, което води до съществена промяна в статута на града и до постепенното му превръщане в неофициална столица на нефтодобивната промишленост в Русия.
Революционните събития от второто десетилетие на ХХ век пряко повлияват върху живота в града. През април 1918 г. в Сургут е установена съветска власт. През 1920 г. той се превръща в център на въстание на селяните срещу болшевиките. Скоро въстанието е потушено от подразделения на Червената армия. През септември 1923 г. Сургут отново губи статута си на град и е признат за село с регионално значение. В Сургут, както и в целия Сибир, не се признава крепостното право. Въпреки това дълго време градът е място на изгнание, където най-често са заточвани декабристи.
По време на Втората световна война гражданите на Сургут активно се включват в съпротивата срещу врага. Почти всички мъже от града отиват на фронта, а половината от тях не се завръщат никога вкъщи. По време на войната в Сургут е евакуирана Одеската консервна фабрика за риба, като това е единственият случай на евакуация на промишлен обект в Тюменския Север. Промишлеността на града обслужва нуждите на фронта от храна и гориво (под формата на въглища и дървен материал). Жените от града помагат, като шият дрехи и се включват в производството на редица военни принадлежности. В града засилено се развива текстилната промишленост. Всички средства и богатства на областта се насочват за борба с вражеските сили.
През 1957 г. в Сургут е създадена Юганската компания за проучване и сондиране, в резултат на което са открити крупни залежи на нефт. През 60-те години на XX век настъпва период на възраждане и разцвет на града, който се превръща в център за добив на нефт и газ. През ноември 1962 г. е открито Сургутското нефтено находище. През следващите години в района са открити още 30 находища. През пролетта на 1964 г. започва експлоатацията на Устбаликското нефтено находище. Само месец по-късно е натоварена първата баржа с петрол към рафинерията в Омск. Още в средата на 20-те години на XX век акад. М. Губкин прогнозира, че в Западен Сибир се намират огромни залежи на природен газ и нефт, но след избухването на Втората световна война проучването спира и се възобновява едва в края на 40-те години на века. През следващите години нефтените и газови находища се развиват активно. Въпреки това едва в средата на 70-те години на XX век бившето работническо селище се разраства до размерите на днешния град Сургут.
През февруари 1972 г. електроцентралата в Сургут започва да произвежда електроенергия. Темповете на нарастване на потреблението от петролната компания „Приобие“ обаче надвишават пет пъти средните за СССР. През всяка една от следващите години влиза в експлоатация по един блок с капацитет от 200 мегавата. Идва ред и на втората Сургутска електроцентрала – въведени са шест блока, но мощността на всеки един от тях е вече 800 мегавата. Към първата електроцентрала са изградени и два блока за комбинирано производство и топлофикация, която днес отопляват Сургут на най-евтината цена в целия регион. Краят на седемдесетте години на XX век е важен период не само за Сургут, но като цяло за Северния край. Тогава се провежда мащабна реформа на нефтодобивната промишленост, както и на добива на газ. Добиващите компании са трансформирани в мощни производствени обединения, в състава на които влизат десетки предприятия.

## Население
| 1897    | 1913    | 1926    | 1939    | 1959    | 1967    | 1970    |
| ------- | ------- | ------- | ------- | ------- | ------- | ------- |
| 1100    | 1600    | 1300    | 2300    | 6031    | 19 000  | 34 011  |
| 1976    | 1979    | 1982    | 1986    | 1989    | 1991    | 1993    |
| 76 000  | 107 343 | 156 000 | 215 000 | 247 823 | 261 000 | 259 000 |
| 1996    | 1998    | 2001    | 2003    | 2005    | 2007    | 2009    |
| 269 000 | 277 000 | 278 900 | 286 000 | 291 800 | 289 800 | 298 446 |
| 2010    | 2011    | 2012    | 2013    | 2014    | 2015    | 2016    |
| 306 675 | 308 507 | 316 624 | 325 511 | 332 313 | 340 845 | 348 643 |

### Етнически състав
Към 2010 г. жителите на Сургут са представени от: 64,52% руснаци, 5,98% украинци, 5,25% татари, 1,77% башкири, 1,40% азербайджанци, 0,90% чуваши, 0,79% лезгинци, 0,79% беларуси, 0,70% молдовци, 0,69% арменци и др.

## Климат
Сургут е със субарктичен климат. Зимите са дълги и студени, а летата – кратки и умерени. Средната годишна температура е −1,7 C°, а средната влажност на въздуха е 76%.
| Климатични данни за Сургут            | Климатични данни за Сургут | Климатични данни за Сургут | Климатични данни за Сургут | Климатични данни за Сургут | Климатични данни за Сургут | Климатични данни за Сургут | Климатични данни за Сургут | Климатични данни за Сургут | Климатични данни за Сургут | Климатични данни за Сургут | Климатични данни за Сургут | Климатични данни за Сургут | Климатични данни за Сургут |
| Месеци                                | яну.                       | фев.                       | март                       | апр.                       | май                        | юни                        | юли                        | авг.                       | сеп.                       | окт.                       | ное.                       | дек.                       | Годишно                    |
| Абсолютни максимални температури (°C) | 2,7                        | 6,5                        | 11,0                       | 23,0                       | 31,8                       | 33,5                       | 36,3                       | 30,3                       | 29,8                       | 20,7                       | 8,2                        | 2,5                        | 36,3                       |
| Средни максимални температури (°C)    | −16,3                      | −14,2                      | −4,8                       | 1,6                        | 10,6                       | 18,9                       | 22,4                       | 18,2                       | 10,8                       | 2,5                        | −8,3                       | −14,2                      | 2,5                        |
| Средни температури (°C)               | −20                        | −18,3                      | −9,3                       | −2,9                       | 5,8                        | 14,4                       | 18,2                       | 14,4                       | 7,4                        | −0,2                       | −11,5                      | −18                        | −1,7                       |
| Средни минимални температури (°C)     | −23,4                      | −35,4                      | −22                        | −7,1                       | 1,7                        | 10,1                       | 14,0                       | 10,8                       | 4,6                        | −2,6                       | −14,6                      | −21,7                      | −5,3                       |
| Абсолютни минимални температури (°C)  | −54,2                      | −55,2                      | −48,7                      | −39,7                      | −22                        | −6,7                       | −0,1                       | −3,7                       | −10,5                      | −30,7                      | −46,9                      | −55                        | −55,2                      |
| Средни месечни валежи (mm)            | 25                         | 22                         | 28                         | 25                         | 58                         | 57                         | 76                         | 69                         | 85                         | 55                         | 39                         | 32                         | 580                        |
| ------------------------------------- | -------------------------- | -------------------------- | -------------------------- | -------------------------- | -------------------------- | -------------------------- | -------------------------- | -------------------------- | -------------------------- | -------------------------- | -------------------------- | -------------------------- | -------------------------- |
| Източник: Погода и Климат             |                            |                            |                            |                            |                            |                            |                            |                            |                            |                            |                            |                            |                            |

## Икономика
Основният отрасъл на града е преработването на нефт и природен газ. Добивът на тези горива също е сериозно развит. Най-важното предприятие в Сургут е Сургутнефтегаз. Електроенергия се снабдява от две големи ТЕЦ, като едната от тях е най-мощната електроцентрала в света, задвижвана от природен газ.

### Транспорт
Градът също така е дом на най-голямото речно пристанище в Сибир и е важен железопътен възел. Разполага с международно летище.

## Побратимени градове
|  | Държава | Град            |
|  | Гърция  | Катерини        |
|  | Унгария | Залаегерсег     |
|  | САЩ     | Сиукс Фолс      |
|  | Украйна | Ивано-Франкивск |
|  | ------- | --------------- |